# NGC 2570
NGC 2570 este o galaxie spirală situată în constelația Racul. A fost descoperită în 20 februarie 1873 de către Ralph Copeland⁠(d). Se află la o distanță de 101,86 megaparseci de Pământ.